# Belvedere (Caroline du Sud)
Belvedere est une census-designated place située dans le comté d'Aiken, dans l’État de Caroline du Sud, aux États-Unis. Lors du recensement de 2020, elle comptait 5 380 habitants.